# Antonio José Valín Valdés
Antonio José Valín Valdés (ur. 24 lutego 1968 w Ribadeo) – hiszpański duchowny katolicki, biskup Tui-Vigo od 2024 .

## Życiorys

### Prezbiterat
Święcenia kapłańskie otrzymał 14 lutego 1993 i został inkardynowany do diecezji Mondoñedo-Ferrol. Był m.in. rektorem niższego seminarium w Mondoñedo, ojcem duchownym wyższego seminarium, wikariuszem biskupim ds. ewangelizacji oraz wikariuszem generalnym diecezji i kanclerzem kurii.

### Episkopat
25 maja 2024 papież Franciszek mianował go biskupem ordynariuszem diecezji Tui-Vigo.
20 lipca 2024 otrzymał święcenia biskupie. Udzielił mu ich arcybiskup Francisco José Prieto Fernández. 